# Isobactrus hartmanni
Isobactrus hartmanni är en spindeldjursart som först beskrevs av Viets 1939.  Isobactrus hartmanni ingår i släktet Isobactrus, och familjen Halacaridae. Arten är reproducerande i Sverige.